# Lijst van burgemeesters van Oijen en Teeffelen
Dit is een lijst van burgemeesters van de voormalige Nederlandse gemeente Oijen en Teeffelen tot die gemeente in 1939 opging in de gemeente Lith.
| Ambtsperiode | Naam burgemeester                 | Partij of stroming | Bijzonderheden                                                           |
| ------------ | --------------------------------- | ------------------ | ------------------------------------------------------------------------ |
| 1811 - 1813  | D.M. van der Kaaij                |                    |                                                                          |
| 1813 - 1823  | A. Rant                           |                    |                                                                          |
| 1823 - 1832  | D.H. van den Boogaard             |                    |                                                                          |
| 1832 - 1846  | A. Rant                           |                    |                                                                          |
| 1846 - 1863  | J. Lagarde                        |                    |                                                                          |
| 1863 - 1875  | Hendrikus Dijkhoff                |                    |                                                                          |
| 1875 - 1888  | A. (Adrianus) Sengers (1826-1909) |                    | tevens burgemeester van Megen, Haren en Macharen (1860-1888)             |
| 1888 - 1912  | Willem Gijsbrecht van Amstel      |                    |                                                                          |
| 1912 - 1938  | A. Jans                           |                    |                                                                          |
| 1938 - 1939  | M.P.J. van Vlokhoven              |                    | waarnemend, tevens burgemeester van Megen, Haren en Macharen (1918-1946) |